# Szudán az 1992. évi nyári olimpiai játékokon
Szudán a spanyolországi Barcelonában megrendezett 1992. évi nyári olimpiai játékok egyik részt vevő nemzete volt. Az országot az olimpián 3 sportágban 6 sportoló képviselte, akik érmet nem szereztek.

## Atlétika
Férfi
| Versenyző          | Versenyszám | Előfutam | Előfutam | Előfutam | Negyeddöntő | Negyeddöntő | Negyeddöntő | Elődöntő | Elődöntő | Elődöntő | Döntő   | Döntő    |
| Versenyző          | Versenyszám | Idő      | Hely.    | Össz.    | Idő         | Hely.       | Össz.       | Idő      | Hely.    | Össz.    | Idő     | Helyezés |
| ------------------ | ----------- | -------- | -------- | -------- | ----------- | ----------- | ----------- | -------- | -------- | -------- | ------- | -------- |
| Adam Haszan Szakák | 100 m       | 11,12    | 7.       | 66.      | kiesett     | kiesett     | kiesett     | kiesett  | kiesett  | kiesett  | kiesett | kiesett  |
| Adam Haszan Szakák | 200 m       | 21,96    | 5.       | 58.*     | kiesett     | kiesett     | kiesett     | kiesett  | kiesett  | kiesett  | kiesett | kiesett  |
| Stephen Lugor      | 400 m       | 48,94    | 8.       | 60.      | kiesett     | kiesett     | kiesett     | kiesett  | kiesett  | kiesett  | kiesett | kiesett  |

| Versenyző         | Versenyszám | Selejtező | Selejtező | Döntő    | Döntő    |
| Versenyző         | Versenyszám | Eredmény  | Helyezés  | Eredmény | Helyezés |
| ----------------- | ----------- | --------- | --------- | -------- | -------- |
| Háled Ahmed Músza | Távolugrás  | 703 cm    | 42.       | kiesett  | kiesett  |

* - egy másik versenyzővel azonos időt ért el

## Cselgáncs
Férfi
| Versenyző   | Versenyszám | Selejtező                         | 32-es főtábla     | Nyolcaddöntő      | Negyeddöntő       | Elődöntő          | Vigaszág első kör               | Vigaszág nyolcaddöntő | Vigaszág negyeddöntő | Vigaszág elődöntő | Bronz- mérkőzés   | Döntő             | Helyezés |
| Versenyző   | Versenyszám | Ellenfél Eredmény                 | Ellenfél Eredmény | Ellenfél Eredmény | Ellenfél Eredmény | Ellenfél Eredmény | Ellenfél Eredmény               | Ellenfél Eredmény     | Ellenfél Eredmény    | Ellenfél Eredmény | Ellenfél Eredmény | Ellenfél Eredmény | Helyezés |
| ----------- | ----------- | --------------------------------- | ----------------- | ----------------- | ----------------- | ----------------- | ------------------------------- | --------------------- | -------------------- | ----------------- | ----------------- | ----------------- | -------- |
| Avad Mahmúd | Könnyűsúly  | Meziane Dahmani (ALG) · 0000-1000 | kiesett           | kiesett           | kiesett           | kiesett           |                                 |                       |                      |                   |                   |                   | 34.      |
| Hámid Fádul | Váltósúly   | Josida Hidehiko (JPN) · 0000-1000 |                   |                   |                   |                   | Fádi Szajkali (LIB) · 0000-1000 | kiesett               | kiesett              | kiesett           | kiesett           |                   | 17.      |

## Súlyemelés
| Versenyző            | Versenyszám | Szakítás | Szakítás | Lökés                    | Lökés                    | Összesen | Helyezés |
| Versenyző            | Versenyszám | Eredmény | Helyezés | Eredmény                 | Helyezés                 | Összesen | Helyezés |
| -------------------- | ----------- | -------- | -------- | ------------------------ | ------------------------ | -------- | -------- |
| Mubárak Fadl el-Múla | 75 kg       | 90,0     | 32.      | érvényes kísérlet nélkül | érvényes kísérlet nélkül | kiesett  | kiesett  |